# Tafazzi
Tafazzi è un personaggio ideato da Carlo Turati e interpretato da Giacomo Poretti, componente del trio Aldo, Giovanni e Giacomo, la cui caratteristica principale è l'autolesionismo.

## Caratteristiche
Tafazzi possiede una corporatura piuttosto robusta. Ama il wrestling e le arti marziali. Indossa sempre una tuta a calzamaglia nera con un sospensorio di colore bianco e quando combatte combina guai. Ama inoltre colpirsi l'inguine con una bottiglia di plastica vuota mentre saltella canticchiando Gam Gam.

## Storia

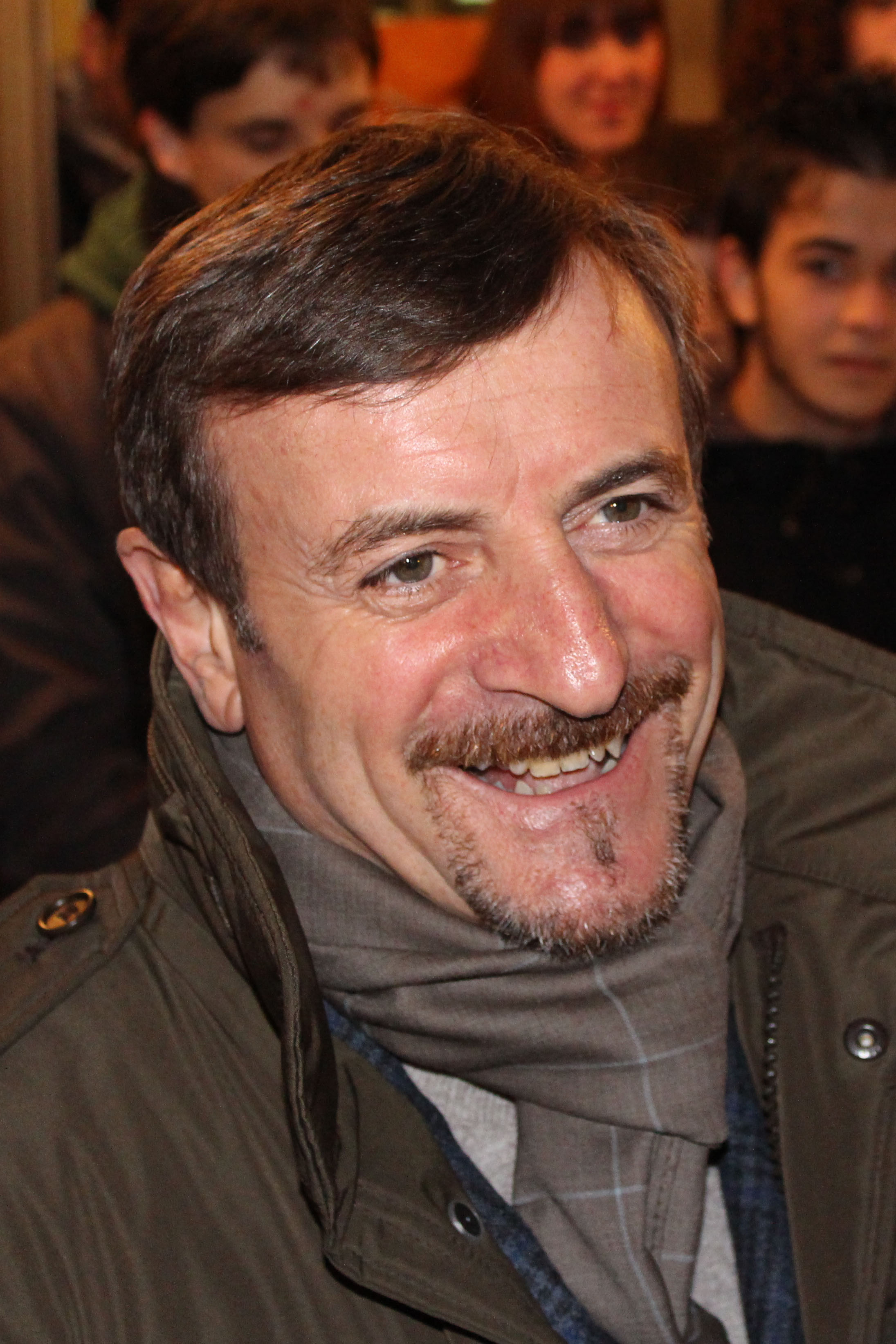
Giacomo Poretti, l’attore che interpreta Tafazzi

In una veste meno elaborata - e soprattutto senza quella forte impronta masochistica che diverrà il suo marchio di fabbrica - Tafazzi nasce nel 1987. La sua è, comunque, fin dalle origini una ricerca di "non comicità" (lo zero assoluto de I corti di Aldo Giovanni & Giacomo). Nella finzione dello spettacolo Mens sana in corpore nano, infatti, è la nemesi con cui la madre di Giacomo Poretti punisce l'idea malsana del figlio («...fare il cretino di notte per far ridere gli scemi che vanno al cabaret») scrivendogli con un pezzo serio. Sospensorio e bottiglia (e quindi il Tafazzi definitivo) arrivano assolutamente per caso nel 1992 a Zelig. Lo spettacolo si intitola Ritorno al Gerundio (con Aldo, Giovanni, Giacomo, Marina Massironi, Flavio Oreglio e Antonio Cornacchione). In uno sketch in cui Aldo e Giovanni fanno la parte di Flash e Superman con poteri dimezzati, a Giacomo viene l'idea di trasformare Tafazzi in un novello supereroe. Il suo superpotere è battersi i testicoli con una bottiglia di plastica, ululando un semplice "pam-pam" al ritmo dei colpi sul sospensorio. 
In tv compare per la prima volta nel programma Cielito lindo su Rai 3 nel 1993. Ma diventa famoso nel programma Mai dire Gol su Italia 1, nel 1995, in un incontro di wrestling in cui sfidava il wrestler Hulk Hogan (interpretato da Teo Teocoli). Anche in questo, tutto avviene per caso: Aldo e Giovanni hanno un ruolo preciso nello sketch; Giacomo - il meno "fisico" dei tre - non sa cosa fare e quindi passa sullo sfondo, autoflagellandosi i testicoli e gorgheggiando quello che diventerà il suo tormentone («Oh-oh-oh, oh-oh-oooh!»), che riprende la melodia del brano Gam Gam. 
A quella stagione di Mai dire Gol si deve la consacrazione del personaggio, di nuovo per puro caso. L'idea di usare Tafazzi come icona del masochismo della sinistra italiana, infatti, è di Walter Veltroni. Così, invece, è la storia del personaggio, raccontata nel libro biografico del trio:
(Tre uomini e una vita. La nostra (vera) storia raccontata per la prima volta)

## Curiosità
Benché pensato con nome di Tafazzi (con una F sola) fin dai suoi esordi, nei primi sketch era pronunciato "Taffazzi" ma Teocoli, interpretando il personaggio di Felice Caccamo, lo storpiava con il suo pesante accento napoletano e finì col consacrarne definitivamente il nome in Tafazzi. Il suo tormentone è «Oh-oh-oh, oh-oh-oooh!», che riprende la melodia del brano Gam Gam dal film Jona che visse nella balena, del 1993; in realtà, nelle prime apparizioni cabarettistiche e televisive, Tafazzi non cantava, ma emetteva un semplice «Pam pam!» con la bocca per sottolineare il gesto dell'autoflagellazione.
In quel periodo Mai dire Gol aveva una rubrica, Piccole antenne crescono, in cui venivano mostrate le trasmissioni sportive delle televisioni locali. In una di queste, La testa nel pallone dell'emittente campana Video Team Italia, il presentatore Mariano Cimmino passava il tempo a intonare cori da stadio, spesso aiutato dalla gente che lo chiamava da casa; tra questi cori figurava appunto un inno dedicato all'allora calciatore del Napoli, Alain Boghossian, sulla melodia di Gam Gam, cantato dal presentatore in questione che, per l'occasione, era addirittura salito sul tavolo dello studio, creando un momento di intensa comicità, più o meno involontaria. In quella stessa puntata, Tafazzi apparve in uno sketch intonando appunto Gam Gam, accentuando così l'effetto comico proprio in virtù di quelle immagini viste in precedenza: da lì in poi sarebbe diventato il suo tormentone fisso.

## Usi del termine
Tafazzi è stato definito, dallo stesso trio, lo "zero comico assoluto". Nonostante la palese e completa insulsaggine del personaggio, il nome Tafazzi è entrato, nel linguaggio comune: "tafazzista", "tafazzismo" (già attestato nella Repubblica del 16 maggio 1996, p. 11, Commenti - Curzio Maltese), come riferimento per antonomasia del comportamento masochistico ed è utilizzato anche in ambito giornalistico-politico.
Nel 1996 la genetista Silvia Bione e i suoi collaboratori hanno individuato la proteina responsabile della sindrome di Barth, una forma di 3-metilglutaril aciduria, e l'hanno battezzata tafazzina per l'assiduo lavoro di ricerca necessario alla sua scoperta.